# 格雷戈里·科比特
格雷戈里·科比特（英語：Gregory Corbitt，1971年9月2日—），澳大利亚前男子曲棍球运动员。他曾代表澳大利亚国家队参加1992年夏季奥林匹克运动会曲棍球比赛，获得一枚银牌。